# Noémie Lafrance
Noémie Lafrance (22 novembre 1973) est une chorégraphe canadienne (québécoise) surtout connue pour ses spectacles diffusés à New York, où elle est établie depuis 17 ans en mars 2011. Elle propose différents spectacles qui « [allient] chorégraphies et espaces urbains »,,.